# Crabbe in Goyle
Vincent Crabbe in Gregory Goyle sta lika iz romanov o Harryju Potterju. Sta sošolca in prijatelja enega od večnih nasprotnikov Harry Potterja na Bradavičarki - šoli za čarovnike - Dreca Malfoja. Kot najpametnejši v skupini je Dreco Malfoy vodja te skupine, v nasprotju z njim pa Crabbe in Goyle največkrat izpadeta kot popolna bedaka in predvsem požrešna naivneža. Tako kot oče Malfoya tudi Crabbe in Goyle izhajata iz čarovniških družin, ki na začetku po tihem, v zadnjih dveh romanih pa zelo odkrito simpatizirajo s temno stranjo čarovniškega sveta - z Mrlakensteinom. Tako kot večina čarovnikov, ki se po značaju nagibajo na stran črne magije, vsi trije liki živijo v študentskem domu Spolzgad, katerega mentor je predstavnik Raws.